# 布里斯本唐人街
布里斯本唐人街是一條位于布里斯本富特迪谷区的唐人街，在市中心以北5公里处。唐人街建于20世纪80年代，1987年新年（1月29日）由布市市长萨莉安妮·阿特金森剪彩。它依照中式亭台楼阁的风格建造而成，街口的牌坊正中写有“中国城”三字，左右则分别有两座石狮。唐人街里有很多中餐馆、亚洲杂货店与中文书报店。